# Ruoms
Ne doit pas être confondu avec Rioms.
Ruoms (prononcer Ruonce [ʁɥɔ̃s]) est une commune française, située dans le département de l'Ardèche en région Auvergne-Rhône-Alpes.
Ses habitants sont appelés les Ruomsois et les Ruomsoises.

## Géographie

### Situation et description
La ville est située dans le Bas-Vivarais, en rive gauche de l'Ardèche, à 8 km au nord-ouest de Vallon-Pont-d'Arc. Elle borde les confluents de l'Ardèche avec la Ligne, la Beaume et le Chassezac, trois affluents de la rive droite.

La plus grande ville à proximité de Ruoms est la ville d'Aubenas située à 19 km au nord-est de la commune. On peut également s'y rendre en passant par les défilés de Ruoms, route sinueuse, par endroits creusée dans le roc.

### Communes limitrophes
Ruoms est limitrophe de sept communes, toutes situées dans le département de l'Ardèche et réparties géographiquement de la manière suivante :

### Climat
Pour des articles plus généraux, voir Climat d'Auvergne-Rhône-Alpes et Climat de l'Ardèche.
En 2010, le climat de la commune est de type climat méditerranéen franc, selon une étude du CNRS s'appuyant sur une série de données couvrant la période 1971-2000. En 2020, Météo-France publie une typologie des climats de la France métropolitaine dans laquelle la commune est exposée à un climat de montagne ou de marges de montagne et est dans la région climatique Provence, Languedoc-Roussillon, caractérisée par une pluviométrie faible en été, un très bon ensoleillement (2 600 h/an), un été chaud (21,5 °C), un air très sec en été, sec en toutes saisons, des vents forts (fréquence de 40 à 50 % de vents > 5 m/s) et peu de brouillards.
Pour la période 1971-2000, la température annuelle moyenne est de 13,5 °C, avec une amplitude thermique annuelle de 17,9 °C. Le cumul annuel moyen de précipitations est de 1 021 mm, avec 7,3 jours de précipitations en janvier et 3,9 jours en juillet. Pour la période 1991-2020, la température moyenne annuelle observée sur la station météorologique de Météo-France la plus proche, sur la commune de Grospierres à 7 km à vol d'oiseau, est de 13,9 °C et le cumul annuel moyen de précipitations est de 1 094,7 mm,. Pour l'avenir, les paramètres climatiques de la commune estimés pour 2050 selon différents scénarios d'émission de gaz à effet de serre sont consultables sur un site dédié publié par Météo-France en novembre 2022.

### Hydrographie
Le sud du territoire communal est longé par l'Ardèche, affluent droit du Rhône de 125,1 km de longueur.

## Urbanisme

### Typologie
Au 1er janvier 2024, Ruoms est catégorisée bourg rural, selon la nouvelle grille communale de densité à 7 niveaux définie par l'Insee en 2022.
Elle appartient à l'unité urbaine de Ruoms, une agglomération intra-départementale dont elle est ville-centre,. La commune est en outre hors attraction des villes,.

### Occupation des sols
L'occupation des sols de la commune, telle qu'elle ressort de la base de données européenne d’occupation biophysique des sols Corine Land Cover (CLC), est marquée par l'importance des forêts et milieux semi-naturels (53,6 % en 2018), une proportion sensiblement équivalente à celle de 1990 (53 %). La répartition détaillée en 2018 est la suivante : 
milieux à végétation arbustive et/ou herbacée (29 %), forêts (24,6 %), zones agricoles hétérogènes (18 %), zones urbanisées (17,3 %), cultures permanentes (9,3 %), eaux continentales (1,7 %).
L'évolution de l’occupation des sols de la commune et de ses infrastructures peut être observée sur les différentes représentations cartographiques du territoire : la carte de Cassini (XVIIIe siècle), la carte d'état-major (1820-1866) et les cartes ou photos aériennes de l'IGN pour la période actuelle (1950 à aujourd'hui).

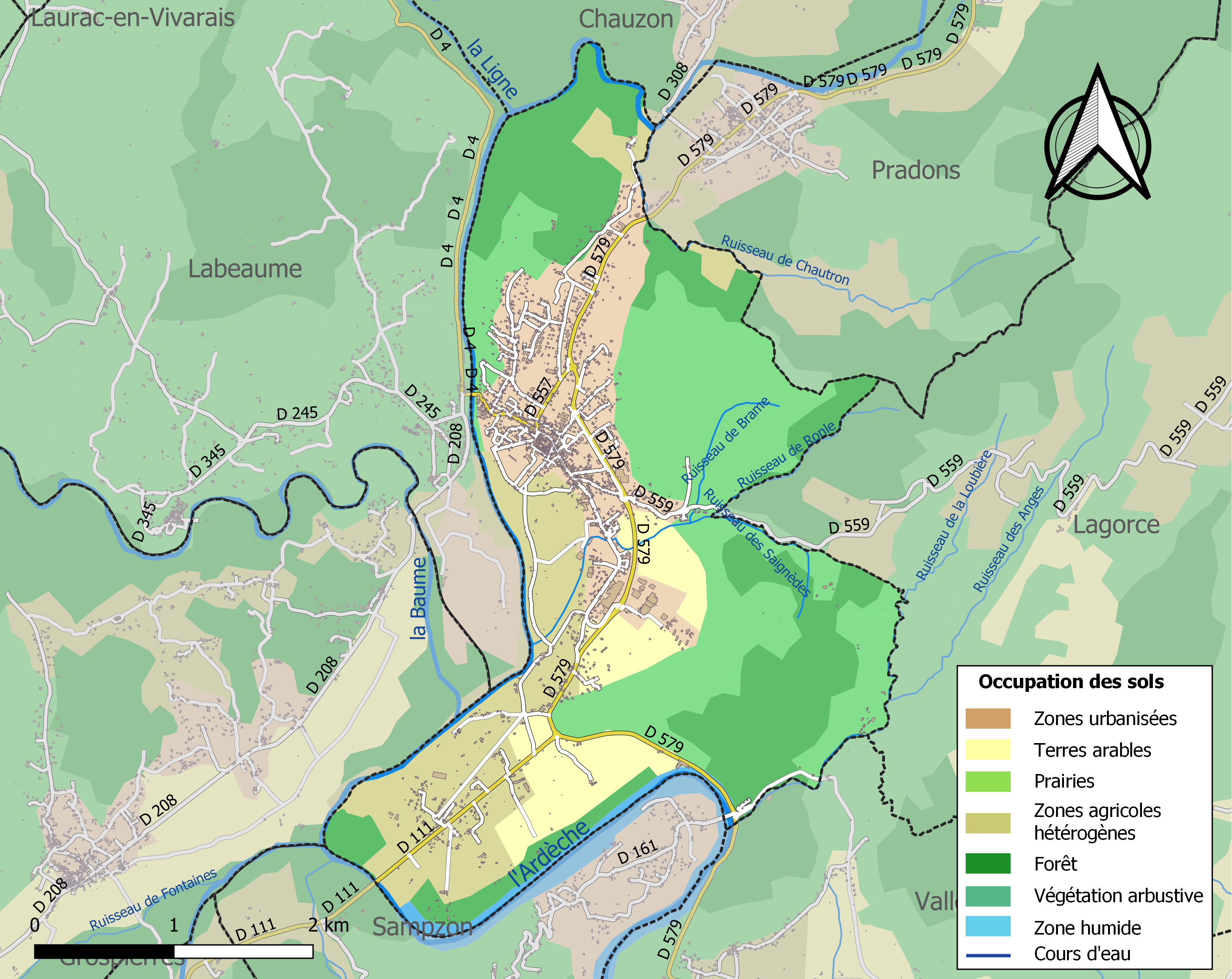
Carte des infrastructures et de l'occupation des sols de la commune en 2018 (CLC).

### Risques naturels

#### Risques sismiques
L'ensemble du territoire de la commune de Ruoms est situé en zone de sismicité no 3 (sur une échelle de 1 à 5), comme la plupart des communes situées à proximité de la vallée du Rhône, mais non loin de la zone no 2 qui correspond au plateau ardéchois.
| Type de zone | Niveau            | Définitions (bâtiment à risque normal) |
| ------------ | ----------------- | -------------------------------------- |
| Zone 3       | Sismicité modérée | accélération = 1,1 m/s2                |

## Toponymie
Pour J.-C. Bouvier, l'étymologie de Ruoms serait la même que pour Riom (Puy-de-Dôme) ou Rioms (Drôme) : du gaulois Rigomagos, le « marché royal », le « marché du Chef ».

## Histoire
Ruoms est un village médiéval, fondé à la fin du Xe siècle à proximité d'une abbaye clunisienne dont il reste la chapelle Notre-Dame-des-Pommiers et son enclos. Les vieux remparts qui l'entourent forment un plan rectangulaire. Ils sont dotés de sept tours rondes et d'une église d'architecture romane et furent érigés au XIVe siècle, lors de la guerre de Cent Ans.
Le pays de Ruoms est un pays de carrières, encore exploitées il y a cinquante ans. La pierre calcaire de Ruoms a été utilisée pour la réalisation de nombreux monuments et ouvrages d'art, et bien qu'aucun document n'en atteste, une légende persistante prétend même, parmi ceux-ci, le socle de la statue de la Liberté à New York, qui est en fait constitué de béton et de granit provenant du Connecticut.
Ruoms fut aussi une petite cité industrielle avec ses brasseries, fermées depuis 1967, la bière ayant été remplacée aujourd'hui par le vin. C'est à Ruoms que se trouve la plus grande coopérative vinicole de l'Ardèche : les Vignerons Ardéchois.
Le village était desservi par la voie ferrée PLM, puis la SNCF (Ligne de Vogüé-Robiac-Rochessadoule). L'ancienne gare, toujours visible, est devenue la gendarmerie du bourg.

## Politique et administration

### Tendances politiques et résultats
En mars 2014, la liste divers droite remporte 16 des 19 sièges.

### Liste des maires
| Période                                  | Période              | Identité        | Étiquette    | Qualité |
| ---------------------------------------- | -------------------- | --------------- | ------------ | --- |
| Les données manquantes sont à compléter. |                      |                 |              | |
| 1955                                     | mars 1965            | Louis Justamont |              | |
| mars 1965                                | mars 1971            | Jean Roure      | UNR puis UDR | Négociant Président de la CODEBA député suppléant d'Albert Liogier de 1968 à 1978                                                |
| mars 1971                                | 1971                 | Paul Ribon      | UDR          | |
| 1971                                     | 1972                 | Jean Eldin      | UDR          | |
| 1972                                     | mars 1977            | Jean Roure      | UDR puis RPR | Négociant Président de la CODEBA député suppléant d'Albert Liogier de 1968 à 1978                                                |
| mars 1977                                | janvier 1979 (décès) | Robert Durand   | PS           | |
| 28 janvier 1979                          | mars 1983            | Fernand Julian  | PCF          | Retraité |
| mars 1983                                | juin 1995            | Roger Bouchet   | DVD          | Transporteur |
| juin 1995                                | 28 mars 2014         | Daniel Serre    | DVD          | Gérant de société sénateur suppléant d'Henri Torre de 1998 à 2008 Président de la Communauté de Communes des Gorges de l'Ardèche |
| 28 mars 2014                             | mai 2020             | Jean Pouzache   | DVD          | Retraité |
| mai 2020                                 | En cours             | Guy Clément     | DVG          | Retraité de la Poste |

### Jumelages
- Geislingen
- Treiso

## Population et société

### Démographie
L'évolution du nombre d'habitants est connue à travers les recensements de la population effectués dans la commune depuis 1793. Pour les communes de moins de 10 000 habitants, une enquête de recensement portant sur toute la population est réalisée tous les cinq ans, les populations de référence des années intermédiaires étant quant à elles estimées par interpolation ou extrapolation. Pour la commune, le premier recensement exhaustif entrant dans le cadre du nouveau dispositif a été réalisé en 2006.

En 2022, la commune comptait 2 286 habitants, en évolution de +1,15 % par rapport à 2016 (Ardèche : +2,48 %, France hors Mayotte : +2,11 %).
| 1793 | 1800 | 1806 | 1821 | 1831 | 1836 | 1841 | 1846 | 1851 |
| ---- | ---- | ---- | ---- | ---- | ---- | ---- | ---- | ---- |
| 629  | 575  | 717  | 711  | 839  | 880  | 880  | 964  | 986  |

| 1856  | 1861  | 1866  | 1872  | 1876  | 1881  | 1886  | 1891  | 1896  |
| ----- | ----- | ----- | ----- | ----- | ----- | ----- | ----- | ----- |
| 1 044 | 1 022 | 1 104 | 1 122 | 1 222 | 1 565 | 1 713 | 1 666 | 1 791 |

| 1901  | 1906  | 1911  | 1921  | 1926  | 1931  | 1936  | 1946  | 1954  |
| ----- | ----- | ----- | ----- | ----- | ----- | ----- | ----- | ----- |
| 1 788 | 1 833 | 1 789 | 1 468 | 1 444 | 1 508 | 1 423 | 1 271 | 1 341 |

| 1962  | 1968  | 1975  | 1982  | 1990  | 1999  | 2006  | 2011  | 2016  |
| ----- | ----- | ----- | ----- | ----- | ----- | ----- | ----- | ----- |
| 1 474 | 1 620 | 1 700 | 1 794 | 1 858 | 2 132 | 2 189 | 2 256 | 2 260 |

| 2021  | 2022  | - | - | - | - | - | - | - |
| ----- | ----- | - | - | - | - | - | - | - |
| 2 284 | 2 286 | - | - | - | - | - | - | - |

### Enseignement
La commune est rattachée à l'académie de Grenoble. L’école maternelle publique est composée de trois classes ainsi que d’une salle de motricité
L’école élémentaire accueille quatre salles de classes. L’école maternelle privée comporte une classe : TPS/PS/MS Accueil des enfants dès 2 ans
L’École primaire Saint-Joseph comporte quatre classes.

### Médias
La commune est située dans la zone de distribution de deux organes de la presse écrite :
- L'Hebdo de l'Ardèche

Il s'agit d'un journal hebdomadaire français basé à Valence et diffusé à Privas depuis 1999. Il couvre l'actualité de tout le département de l'Ardèche.
- Le Dauphiné libéré

Il s'agit d'un journal quotidien de la presse écrite française régionale distribué dans la plupart des départements de l'ancienne région Rhône-Alpes, notamment l'Ardèche. La commune est située dans la zone d'édition d'Aubenas.

### Cultes
L'église de Ruoms (propriété de la commune) et la communauté catholique sont rattachées à la paroisse Saint Martin du Sampzon, elle-même rattachée au diocèse de Viviers.

## Économie
Une des principales activités économiques de la commune est le tourisme. On y dénombre sept campings qui totalisent 1 272 emplacements et accueillent des touristes de l'Europe entière.

## Culture locale et patrimoine

### Lieux et monuments
- Le musée Vinimage permet de découvrir la richesse des vins d'Ardèche avec animations et dégustations (voir le site).
- Les défilés de Ruoms, route sinueuse parfois creusée dans le roc, qui longe le profond canyon de l'Ardèche entre Ruoms et Largentière (situés sur la commune de Labeaume).
- Église Saint-Pierre-aux-Liens.
- Remparts de la vieille ville.
- Chapelle Notre-Dame-des-Pommiers de Ruoms.
- Château Renaissance de Chaussy, visible à la sortie du bourg.
- Le cirque de Gens, s'étend sur les communes de Ruoms, Chauzon et Labeaume, site du cirque de Gens.

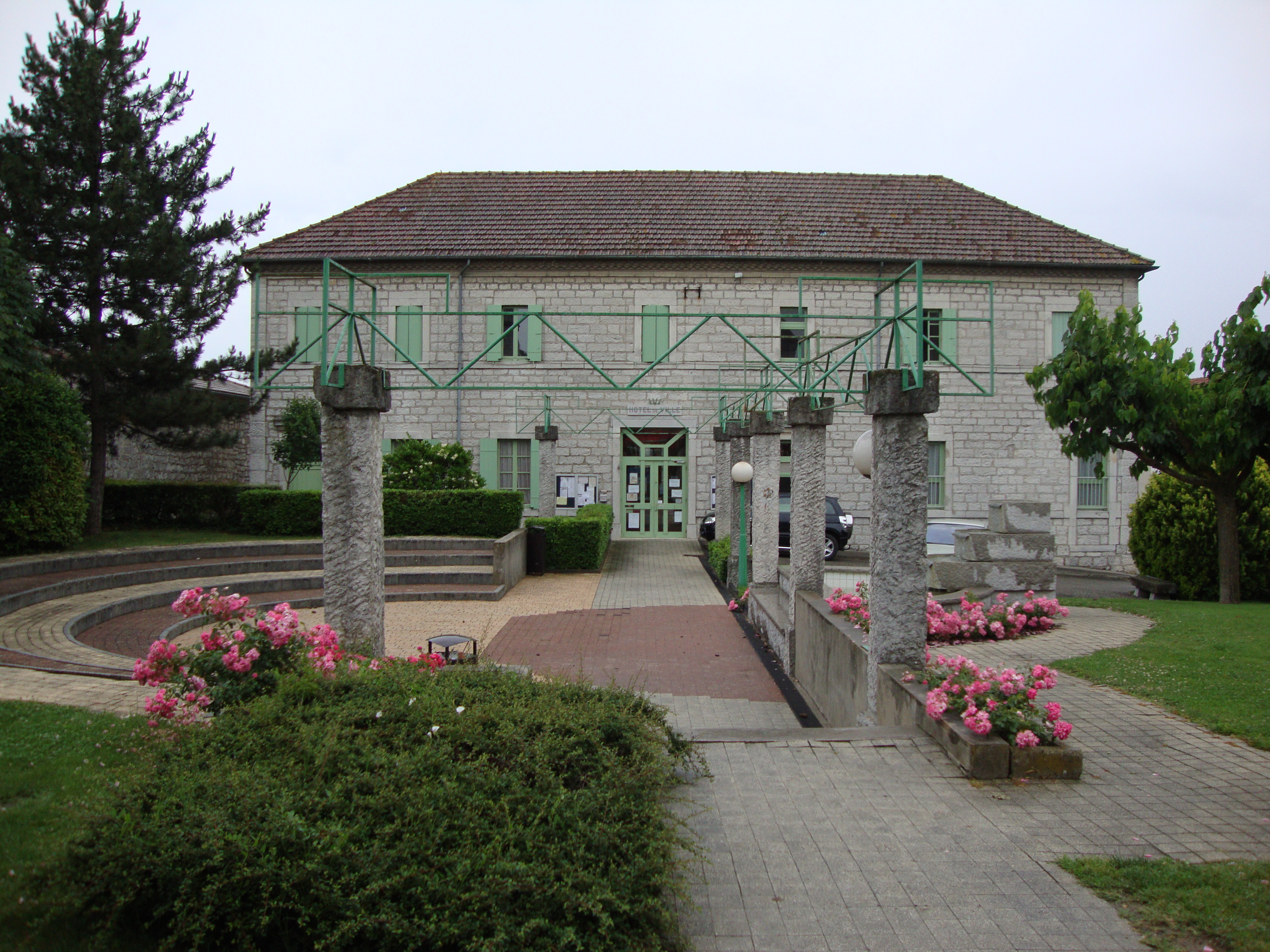
La mairie.
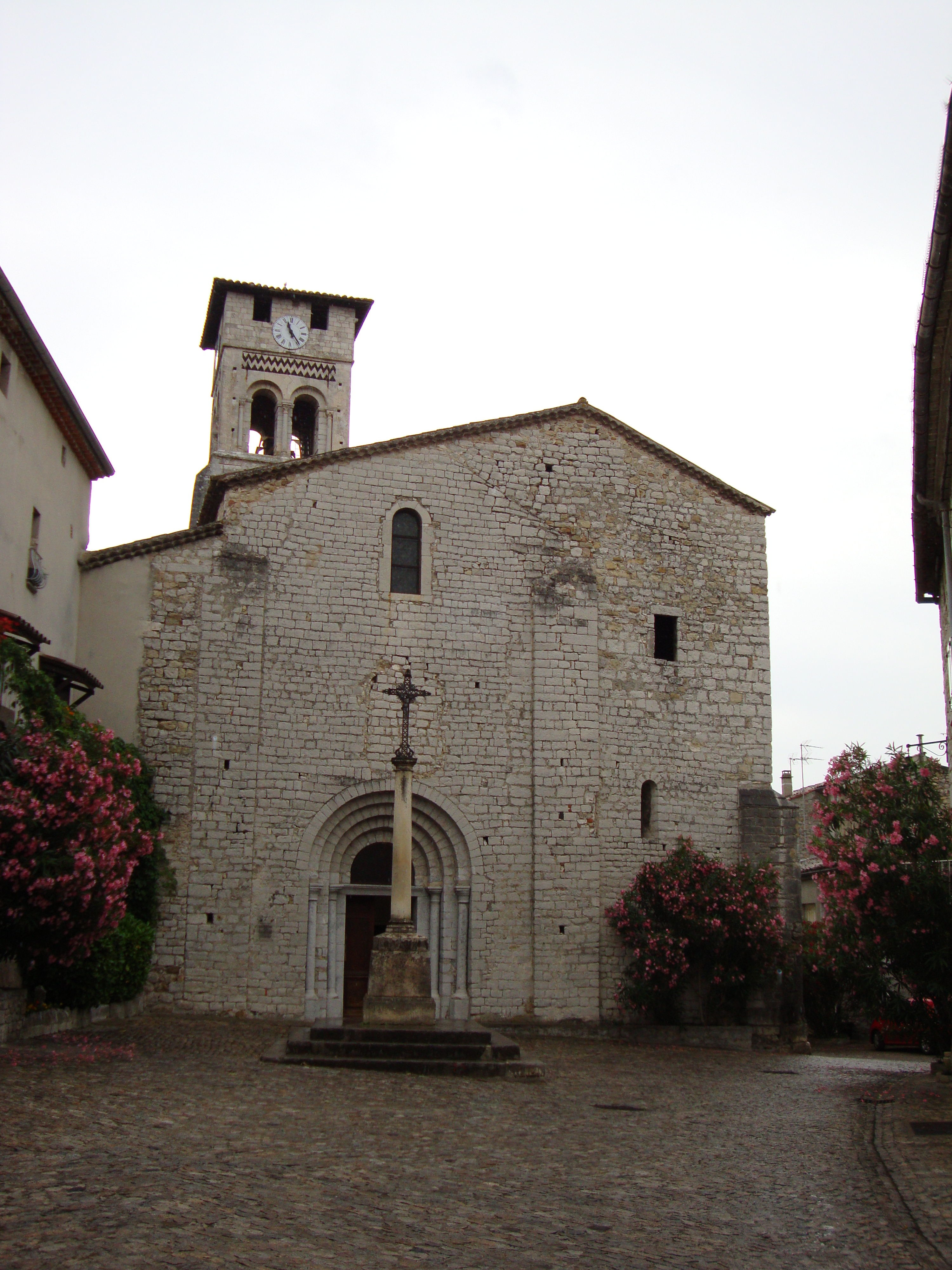
L'église Saint-Pierre.
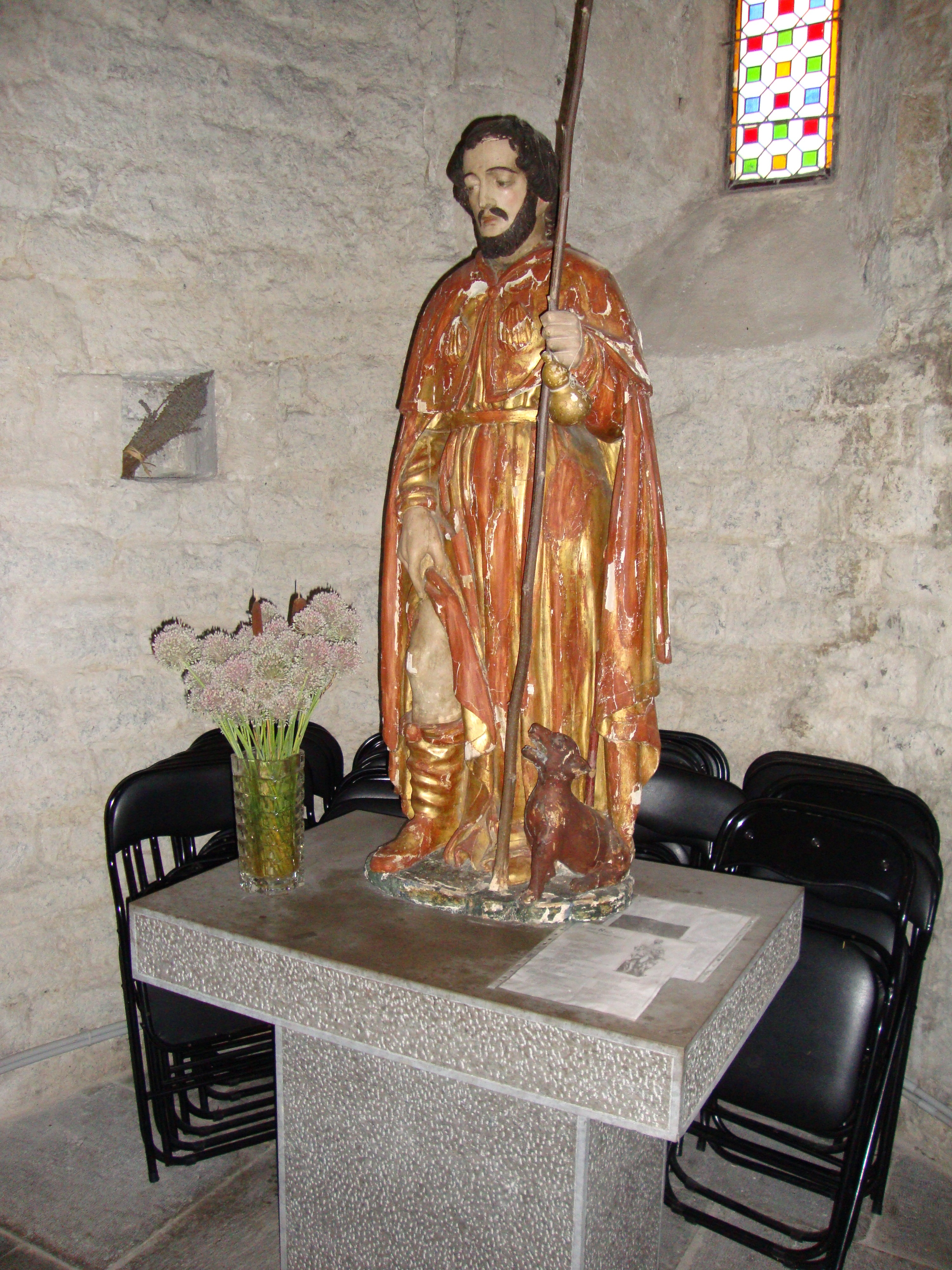
Statue de saint Roch dans l'église.
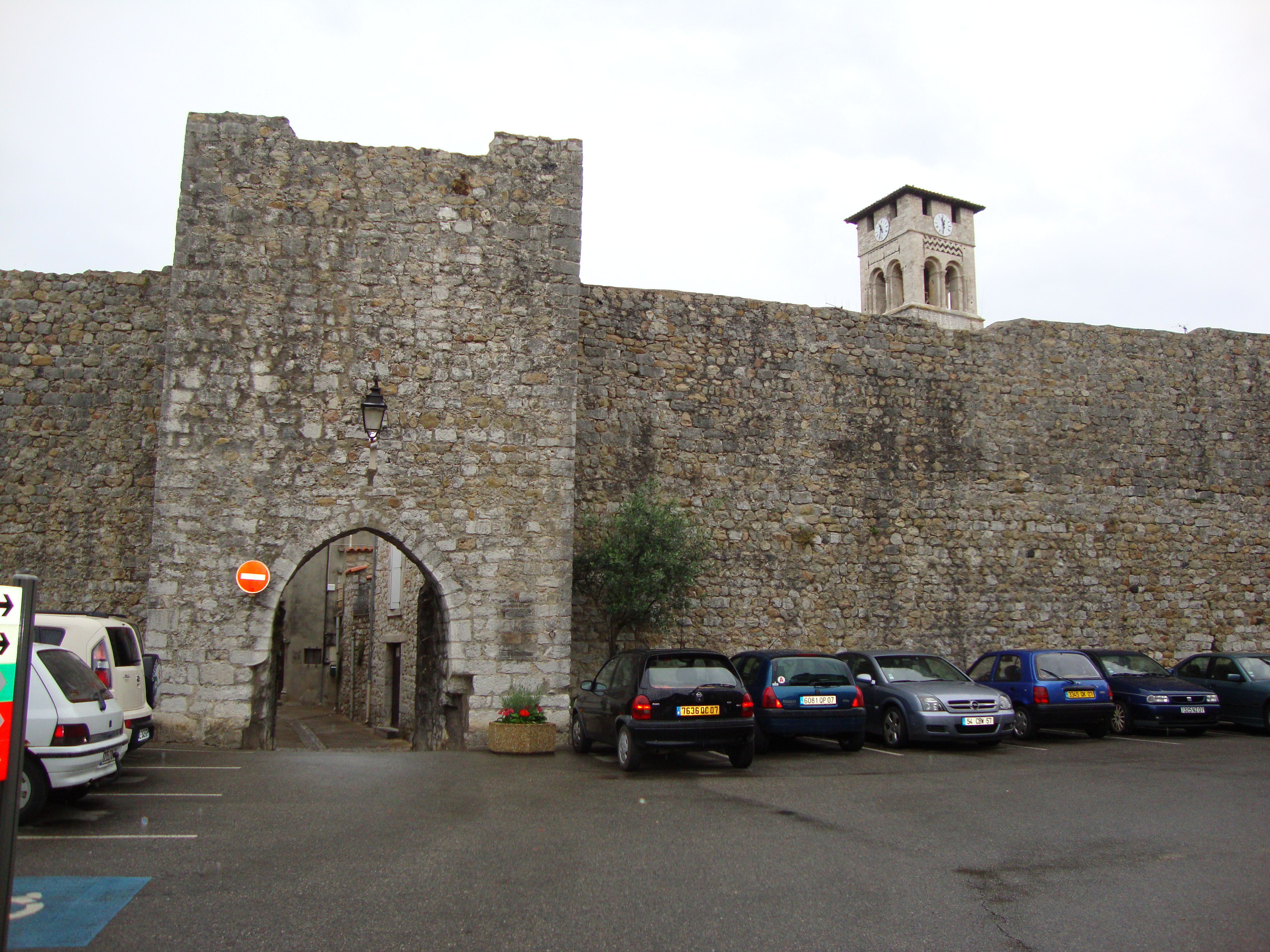
Porte sud-est avec remparts.
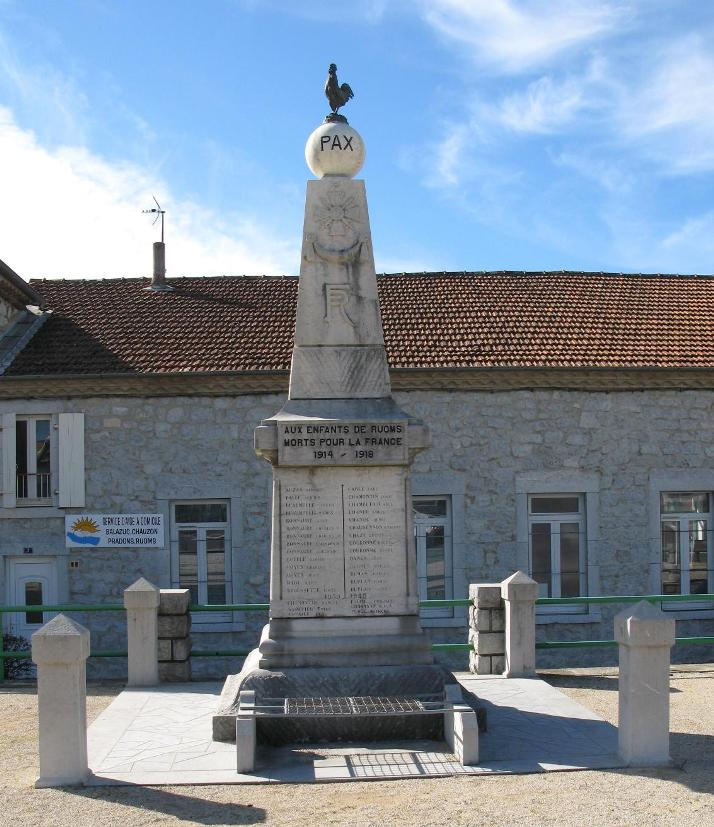
Monument aux morts.
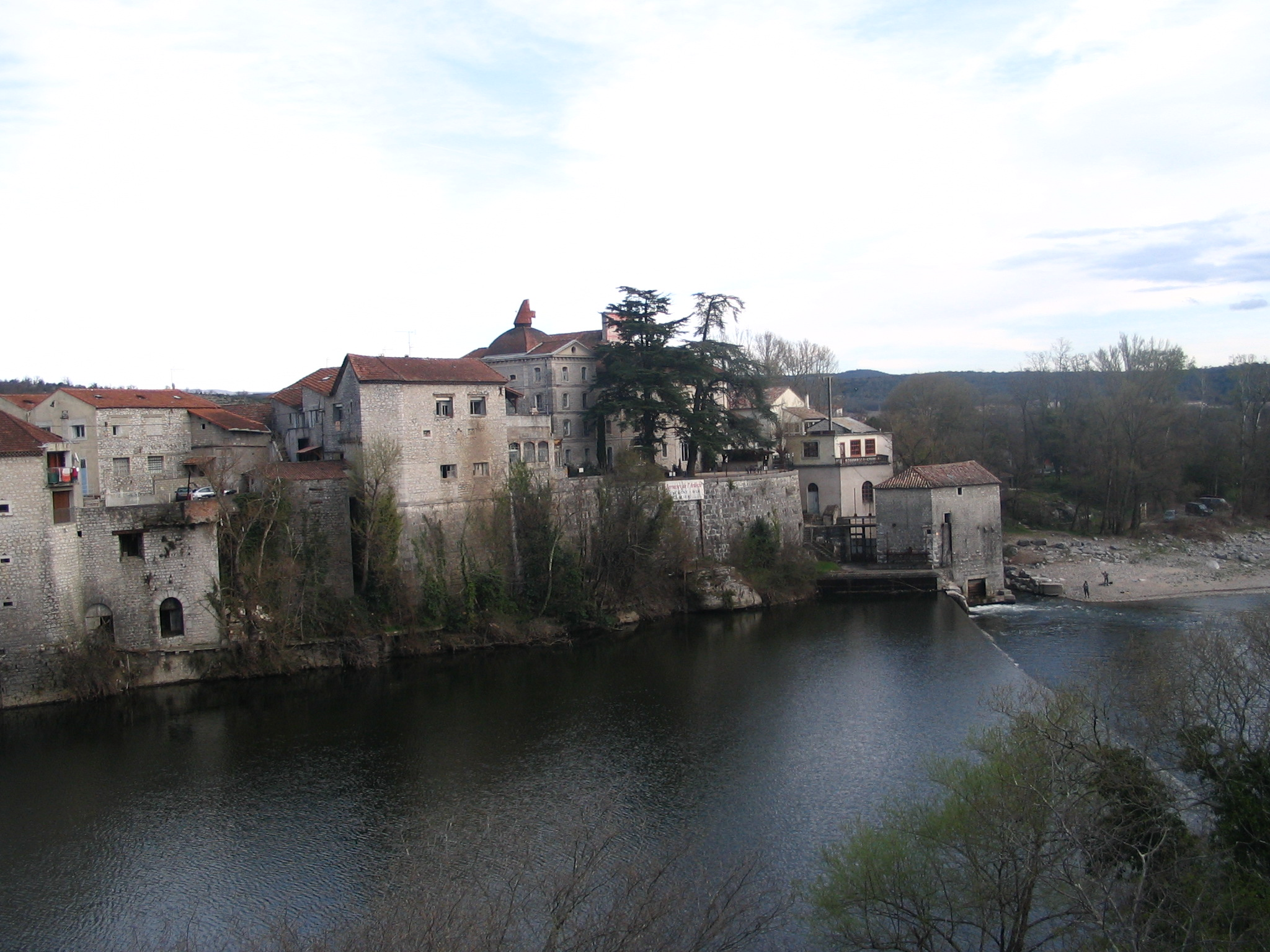
L'Ardèche à Ruoms.
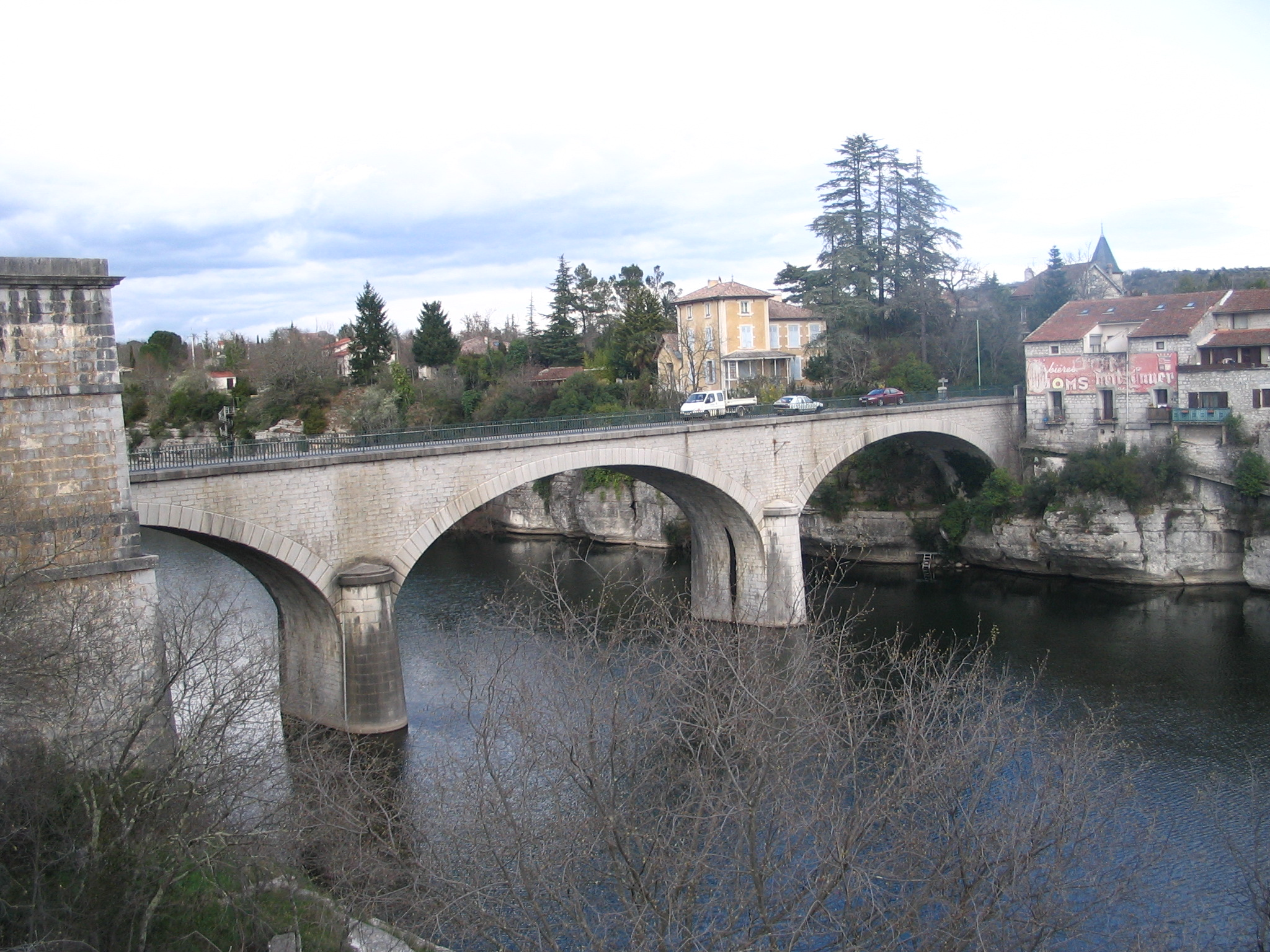
Pont sur l'Ardèche.

### Évènements
- Festival « Aluna », fin juin, la première édition a eu lieu en 2008.

### Personnalités liées à la commune
- Paul Brenot (1880-1967), polytechnicien né sur la commune.

### Héraldique
| Blason de Ruoms | Les armes de Ruoms se blasonnent ainsi : De gueules aux deux clefs renversées d'or, passées en sautoir et liées d'un ruban d'azur. |